# Campionati mondiali juniores di sci alpino 1997
I Campionati mondiali juniores di sci alpino 1997, 16ª edizione della manifestazione organizzata dalla Federazione Internazionale Sci, si svolsero in Austria, a Schladming, dal 26 febbraio al 1º marzo; il programma incluse gare di discesa libera, supergigante, slalom gigante, slalom speciale e combinata, sia maschili sia femminili.

## Risultati

### Uomini

#### Discesa libera
| Pos. | Atleta              | Nazione  | Tempo   |
| ---- | ------------------- | -------- | ------- |
| 1    | Matteo Berbenni     | Italia   | 1:32,21 |
| 2    | Silvano Beltrametti | Svizzera | 1:32,42 |
| 3    | Andreas Damstuen    | Norvegia | 1:32,68 |
| 4    | Andreas Buder       | Austria  | 1:33,04 |
| 5    | Marco Perger        | Austria  | 1:33,21 |
| 6    | Harald Pachner      | Austria  | 1:33,36 |
| 7    | Martin Kammerlander | Austria  | 1:33,40 |
| 8    | Mitja Dragšič       | Slovenia | 1:33,48 |
| 9    | Gilles Escande      | Francia  | 1:33,52 |
| 10   | Sondre Elvestad     | Norvegia | 1:33,57 |

Data: 26 febbraio

#### Supergigante
| Pos. | Atleta              | Nazione  | Tempo   |
| ---- | ------------------- | -------- | ------- |
| 1    | Martin Stocker      | Austria  | 1:14,96 |
| 2    | Harald Pachner      | Austria  | 1:15,05 |
| 3    | Markus Larsson      | Svezia   | 1:15,08 |
| 4    | Sondre Elvestad     | Norvegia | 1:15,20 |
| 5    | Silvano Beltrametti | Svizzera | 1:15,26 |
| 6    | Benoît Jacqmin      | Francia  | 1:15,27 |
| 7    | Simone Arfino       | Italia   | 1:15,34 |
| 8    | Mitja Dragšič       | Slovenia | 1:15,37 |
| 9    | Emanuele Ravano     | Italia   | 1:15,49 |
| 10   | Matteo Berbenni     | Italia   | 1:15,52 |

Data: 27 febbraio

#### Slalom gigante
| Pos. | Atleta          | Nazione  | Tempo   |
| ---- | --------------- | -------- | ------- |
| 1    | Benjamin Raich  | Austria  | 2:00,57 |
| 2    | Patrick Thaler  | Italia   | 2:00,98 |
| 3    | Markus Larsson  | Svezia   | 2:01,95 |
| 4    | Florian Eckert  | Germania | 2:02,48 |
| 5    | Mitja Valenčič  | Slovenia | 2:02,53 |
| 6    | Gustav Lindner  | Svezia   | 2:03,43 |
| 7    | Benoît Jacqmin  | Francia  | 2:03,51 |
| 8    | Pierre Egger    | Austria  | 2:04,20 |
| 9    | Stephan Görgl   | Austria  | 2:04,42 |
| 10   | Devid Salvadori | Italia   | 2:04,70 |

Data: 28 febbraio

#### Slalom speciale
| Pos. | Atleta           | Nazione     | Tempo   |
| ---- | ---------------- | ----------- | ------- |
| 1    | Mitja Dragšič    | Slovenia    | 1:34,80 |
| 2    | Martin Stocker   | Austria     | 1:35,16 |
| 3    | Florian Eckert   | Germania    | 1:35,17 |
| 4    | Markus Larsson   | Svezia      | 1:35,25 |
| 5    | Yannick Favières | Francia     | 1:37,43 |
| 6    | Pierre Egger     | Austria     | 1:38,60 |
| 7    | Ville Bylin      | Svezia      | 1:38,78 |
| 8    | Brad Hogan       | Stati Uniti | 1:39,31 |
| 9    | Rishu Okada      | Giappone    | 1:39,41 |
| 10   | Ivica Kostelić   | Croazia     | 1:39,88 |

Data: 1º marzo

#### Combinata
| Pos. | Atleta         | Nazione |
| ---- | -------------- | ------- |
| 1    | Markus Larsson | Svezia  |
| 2    | Pierre Egger   | Austria |
| 3    | Ivica Kostelić | Croazia |

Data: 26 febbraio-1º marzo

Classifica stilata attraverso i piazzamenti ottenuti
in discesa libera, slalom gigante e slalom speciale

### Donne

#### Discesa libera
| Pos. | Atleta              | Nazione     | Tempo   |
| ---- | ------------------- | ----------- | ------- |
| 1    | Monika Bergmann     | Germania    | 1:37,45 |
| 2    | Karin Blaser        | Austria     | 1:38,02 |
| 3    | Nadia Styger        | Svizzera    | 1:38,29 |
| 4    | Kerstin Reisenhofer | Austria     | 1:38,30 |
| 5    | Karin Truppe        | Austria     | 1:39,02 |
| 6    | Antonella Marquis   | Italia      | 1:39,05 |
| 7    | Martina Lechner     | Austria     | 1:39,19 |
| 8    | Ines Zenhäusern     | Svizzera    | 1:39,39 |
| 9    | Tiffany Hoversten   | Stati Uniti | 1:39,41 |
| 10   | Karen Putzer        | Italia      | 1:39,50 |

Data: 26 febbraio

#### Supergigante
| Pos. | Atleta              | Nazione     | Tempo   |
| ---- | ------------------- | ----------- | ------- |
| 1    | Karen Putzer        | Italia      | 1:19,96 |
| 2    | Karin Blaser        | Austria     | 1:20,69 |
| 3    | Tanja Poutiainen    | Finlandia   | 1:21,52 |
| 4    | Jonna Mendes        | Stati Uniti | 1:21,70 |
| 5    | Tatum Skoglund      | Stati Uniti | 1:21,98 |
| 6    | Britt Janyk         | Canada      | 1:22,05 |
| 7    | Ines Zenhäusern     | Svizzera    | 1:22,06 |
| 8    | Veronica Ambrogione | Italia      | 1:22,29 |
| 9    | Marion Berger       | Italia      | 1:22,30 |
| 10   | Caroline Lalive     | Stati Uniti | 1:22,38 |

Data: 27 febbraio

#### Slalom gigante
| Pos. | Atleta            | Nazione     | Tempo   |
| ---- | ----------------- | ----------- | ------- |
| 1    | Karen Putzer      | Italia      | 1:56,62 |
| 2    | Ingrid Jacquemod  | Francia     | 1:58,92 |
| 3    | Antonella Marquis | Italia      | 1:59,50 |
| 4    | Allison Forsyth   | Canada      | 1:59,67 |
| 5    | Tanja Poutiainen  | Finlandia   | 1:59,97 |
| 6    | Martina Lechner   | Austria     | 2:00,01 |
| 7    | Jonna Mendes      | Stati Uniti | 2:00,51 |
| 8    | Karin Blaser      | Austria     | 2:00,60 |
| 9    | Mélanie Lenoir    | Francia     | 2:00,68 |
| 10   | Christine Hargin  | Svezia      | 2:00,85 |

Data: 1º marzo

#### Slalom speciale
| Pos. | Atleta              | Nazione     | Tempo   |
| ---- | ------------------- | ----------- | ------- |
| 1    | Tanja Poutiainen    | Finlandia   | 1:38,88 |
| 2    | Sarah Schleper      | Stati Uniti | 1:39,70 |
| 3    | Pia Käyhkö          | Finlandia   | 1:39,92 |
| 4    | Stefanie Wolf       | Germania    | 1:40,40 |
| 5    | Bente Giljarhus     | Norvegia    | 1:40,47 |
| 6    | Céline Martin       | Francia     | 1:41,46 |
| 7    | Malin Hultdin       | Svezia      | 1:41,57 |
| 8    | Kerstin Reisenhofer | Austria     | 1:42,20 |
| 9    | Caroline Lalive     | Stati Uniti | 1:42,23 |
| 10   | Jennifer Mickelson  | Canada      | 1:42,31 |

Data: 28 febbraio

#### Combinata
| Pos. | Atleta          | Nazione  |
| ---- | --------------- | -------- |
| 1    | Karen Putzer    | Italia   |
| 2    | Martina Lechner | Austria  |
| 3    | Dalia Lorbek    | Slovenia |

Data: 26 febbraio-1º marzo

Classifica stilata attraverso i piazzamenti ottenuti
in discesa libera, slalom gigante e slalom speciale

## Medagliere per nazioni
| Pos. | Nazione     | Oro | Argento | Bronzo | Totale |
| ---- | ----------- | --- | ------- | ------ | ------ |
| 1    | Italia      | 4   | 1       | 1      | 6      |
| 2    | Austria     | 2   | 6       | 0      | 8      |
| 3    | Finlandia   | 1   | 0       | 2      | 3      |
| 3    | Svezia      | 1   | 0       | 2      | 3      |
| 5    | Germania    | 1   | 0       | 1      | 2      |
| 5    | Slovenia    | 1   | 0       | 1      | 2      |
| 7    | Svizzera    | 0   | 1       | 1      | 2      |
| 8    | Francia     | 0   | 1       | 0      | 1      |
| 8    | Stati Uniti | 0   | 1       | 0      | 1      |
| 10   | Croazia     | 0   | 0       | 1      | 1      |
| 10   | Norvegia    | 0   | 0       | 1      | 1      |